# Sarah Burton
Sarah Jane Burton (Macclesfield (Engeland), 1974) is een Brits modeontwerper en huidig creatief directeur van het modelabel Givenchy. Eerder was zij creatief directeur van het modelabel Alexander McQueen, waar zij Alexander McQueen opvolgde na zijn overlijden.
Ze ontwierp onder meer de trouwjurk van Catherine Middleton voor diens huwelijk met William, hertog van Cambridge in 2011.
Burton ontwierp ook de witte jurk van Pippa Middleton en tevens de jurk die Catherine Middleton droeg tijdens de avondfestiviteiten op haar bruiloft.
In maart 2025 presenteerde Burton haar debuutcollectie voor Givenchy in Givenchy’s atelier op Avenue George V in Parijs tijdens Paris Fashion Week.
- Library of Congress Control Number: no2012025596
- National Gallery of Victoria: 28124
- Nationale Bibliotheek van Israël: 987007326422105171
- Virtual International Authority File: 231908556
- WorldCat: E39PBJyhhj3DPVMxCdYfQTWVYP